# アムリタ

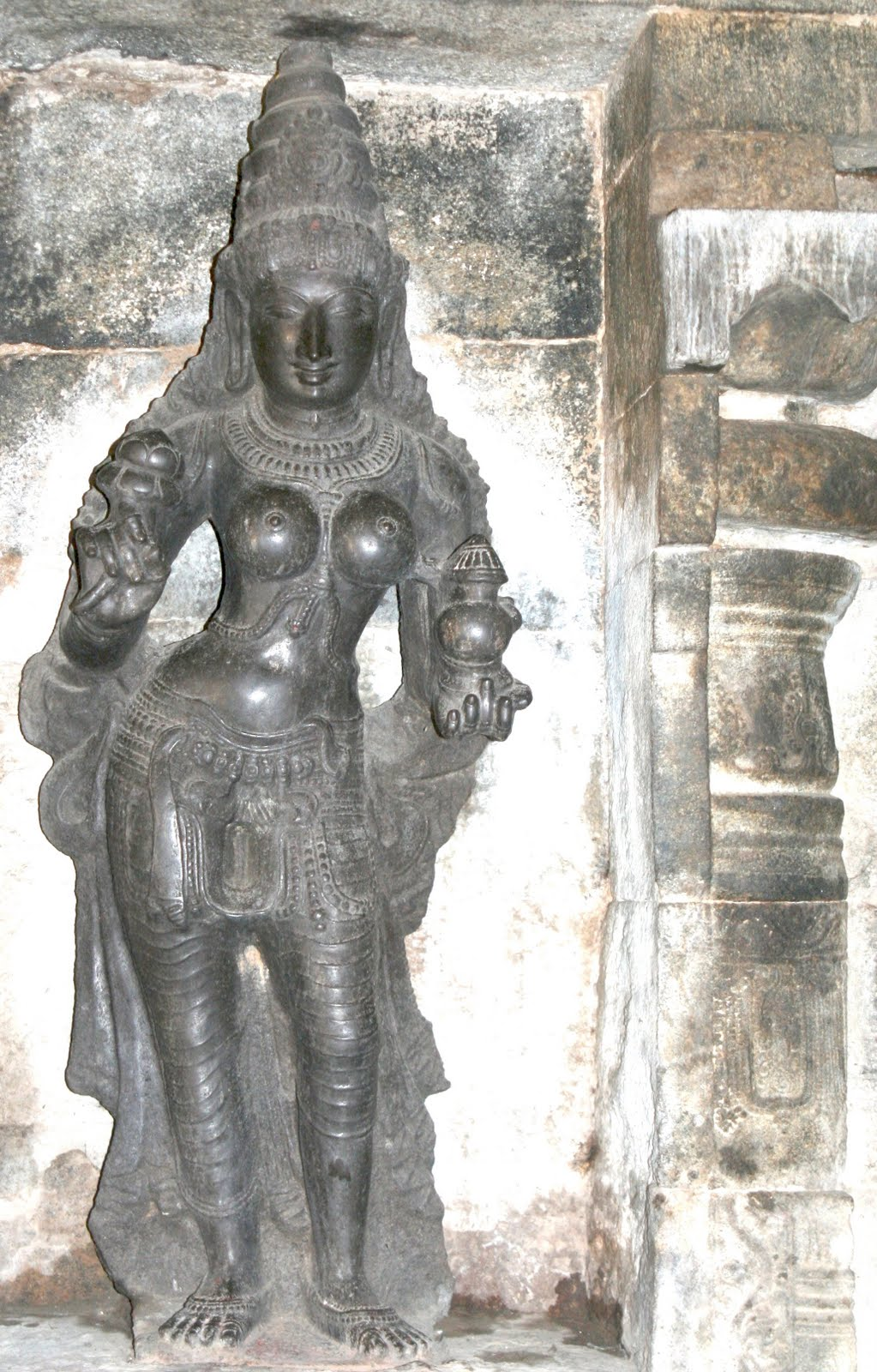
モヒニ、ヴィシュヌ神の女性の化身、がアムリタの壺を持っている

アムリタ（サンスクリット語: अमृत、amṛta）, 甘露は、インド神話に登場する神秘的な飲料の名で、飲む者に不死を与えるとされる。乳海攪拌によって醸造された。
神話によるとアスラ族との戦いに疲弊した神々が、アスラ族に協力させて造ったとされる。乳海と呼ばれる海に様々な素材を投げ入れ、マンダラ山を攪拌棒に、ヴァースキ竜王を綱として1000年の間攪拌した末に、ダヌヴァンタリ神がアムリタの入った壺を携えて出現した。神々とアスラたちはアムリタを自分たちだけのものにしようと争ったが、ヴィシュヌ神の機転によって神々のものとなった。しかし神々がアムリタを飲んでいるとき魔神ラーフがまぎれ込んで盗み飲みした。ラーフはヴィシュヌ神によって首を切り落とされたが、アムリタの力で死なず、ラーフとケートゥという天の遊星となり、日食、月食を起こす悪星となった。
その後、アムリタは神々によって厳重に保管されたが、ガルダがこれを略奪した。またナーガはアムリタの壺が置かれていたところを何度もなめたために舌が二股に分かれたとされる。

## ソーマ
古代インドで、ソーマ（ソーマなる植物の茎から採った液と牛乳、バター、麦粉を混ぜて造ると記載され、ヴェーダ祭祀の最も主要な供物であった。このソーマを供える祭祀が盛んに行われ宴も盛大で、飲食も盛んだった。蜜のように甘く、万病の薬とされていた）と同一視され、神々に捧げられた賛歌『リグ・ヴェーダ賛歌』には、「我らはソーマを飲めり、我らは不死となれり。」とある。
仏典では阿密哩多と音写され、漢訳では中国の伝説の飲料甘露の名で呼ばれ、甘い液で人の苦痛を治め、長生きさせる力をもつものと解された。梵天勧請のエピソードでも登場する。